# Östlicher Oberrötschbach
Der Östliche Oberrötschbach ist ein gut 1,5 Kilometer langer Bach im Gebiet der Marktgemeinde Semriach im Bezirk Graz-Umgebung in der Steiermark. Er entspringt im östlichen Grazer Bergland am nördlichen Hang des Niederschöckls, der Westflanke des Schöckls, und mündet dann von links kommend in den Rötschbach.

## Verlauf
Der Östliche Oberrötschbach entsteht in auf einer Wiesenfläche am nördlichen Hang des Niederschöckls auf etwa 940 m ü. A., etwa 430 Meter nordöstlich der Schöcklsiedlung.
Der Bach fließt anfangs über eine mit Bäumen bestandene Wiese in nordwestliche Richtung, ehe er nach rund 100 Metern die Ausläufer eines Waldes erreicht. Nach erreichen des Waldes biegt der Bach auf einen Lauf nach Nordnordwesten. Auf diesem Kurs bleibt er für rund 200 Meter, ehe er erneut auf einen relativ geraden Nordwestkurs schwenkt. Auf diesem Kurs bleibt er schließlich bis zu seiner Mündung. Etwa 700 Meter nach der letzten Kursänderung fließt er westlich an der Streusiedlung Oberrötschbach vorbei. Kurz vor seiner Mündung unterquert der Östliche Oberrötschbach die Zufahrtsstraße zu einem Bauernhof. Den Großteil seines Laufs durchfließt der Bach einen Graben der im Westen und Osten von einer Anhöhe gebildet wird.
Der Östliche Oberrötschbach mündet nach gut 1,5 Kilometer langem Lauf mit einem mittleren Sohlgefälle von rund 13 % etwa 200 Höhenmeter unterhalb seines Ursprungs etwa 20 Meter nördlich der zuvor von ihm gequerten Zufahrtsstraße, etwa 400 Meter nordwestlich der Streusiedlung Oberrötschbach und etwa 450 Meter südlich des Ortsteils Mittlerer Windhof in den als Oberer Rötschbach bezeichneten Oberlauf des Rötschbaches.
Auf seinem Lauf nimmt der Östliche Oberrötschbach keine anderen Wasserläufe auf.